# Franciszek Karpa

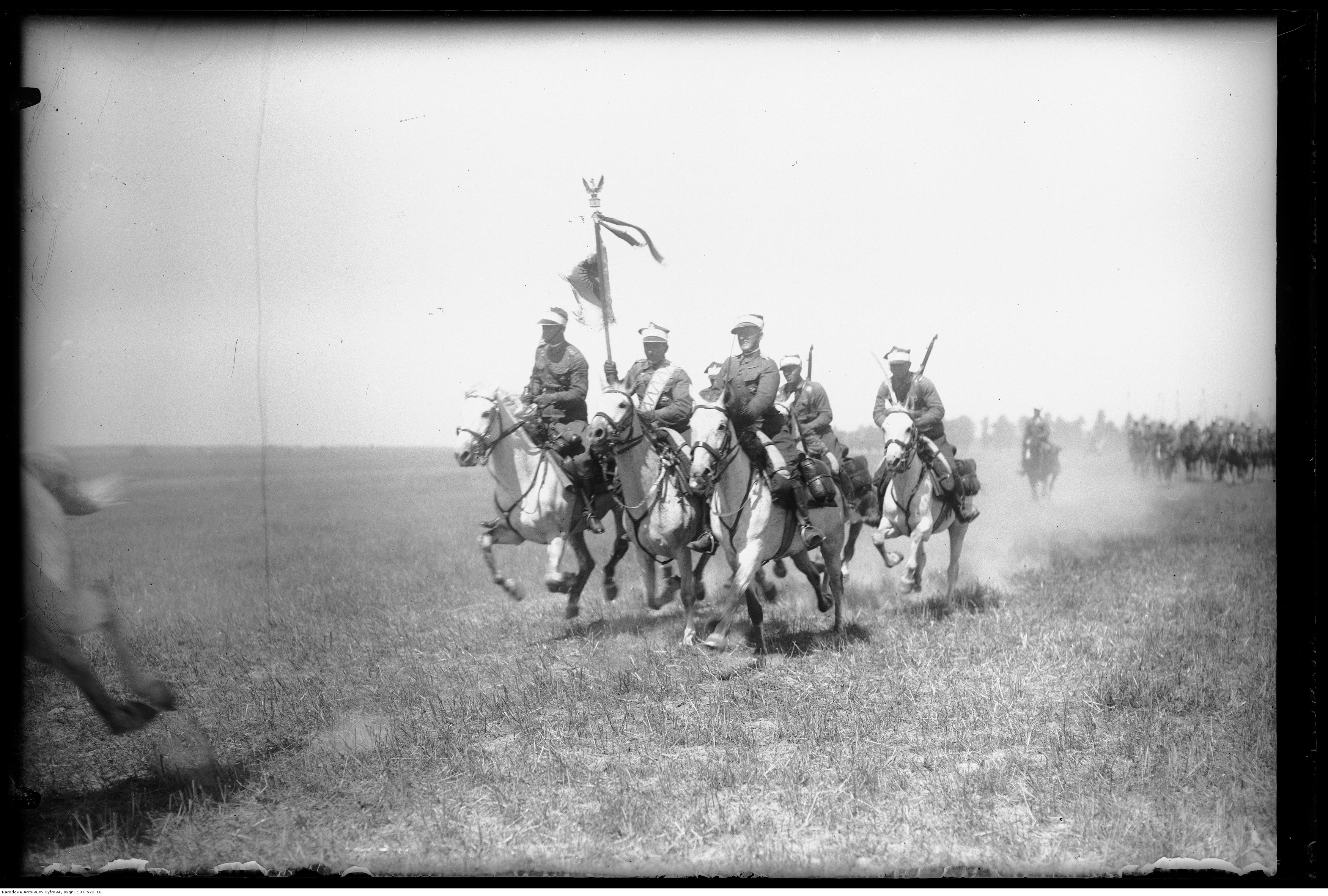
Poczet sztandarowy 11 pułku ułanów

Franciszek Gustaw Karpa (ur. 15 października 1915 w Działdowie, zm. 5 lutego 2019 w Toruniu) – polski weteran II wojny światowej, major, żołnierz 11 pułku Ułanów Legionowych w Ciechanowie. Pod koniec życia najstarszy żyjący ułan w Polsce.

## Życiorys
Pracował jako urzędnik działu księgowości w starostwie powiatowym. W 1937 roku odbywając służbę wojskową trafił do 11 pułku Ułanów Legionowych w Ciechanowie. Został wcielony do 3 szwadronu w szkole podoficerskiej, a po jej ukończeniu został instruktorem. Po roku dostał przydział do nowo powstałego plutonu narciarsko-kolarskiego. Brał udział m.in. w walkach w Przasnyszu i Warszawie. Przez Modlin jako ułan trafili do Warszawy. Dołączywszy do żołnierzy 41 pułku piechoty z Suwałk i razem z nimi, aż do kapitulacji stolicy, bronili pozycji u wylotu ulicy Grójeckiej.
Trafił do niewoli i pracować jako robotnik w Królewcu do momentu wyzwolenia miasta przez Rosjan. Przez kilka miesięcy był trzymany jeszcze w obozie utworzonym przez Sowietów na terenie Estonii. Do Polski wrócił w 1945 roku.
Zamieszkał w Toruniu w dzielnicy Podgórz. W 1946 roku wziął ślub. Pracował na kolei, w Motozbycie i Powszechnym Domu Towarowym. Na emeryturze uczył dzieci rzeźby. Chętnie pomagał szkolić harcerzy i udzielał się w Stowarzyszeniu „Nasz Podgórz” oraz związkach kombatanckich.
W 2005 został awansowany do stopnia podporucznika, a w 2015 na stopień majora. W 2008 został odznaczony Krzyżem Kawalerski Orderu Odrodzenia Polski przez prezydenta Lecha Kaczyńskiego.
Został pochowany na cmentarzu św. św. Piotra i Pawła w Toruniu.